# Kiera Thompson
Kiera Thompson (* 21. Jahrhundert in London) ist eine britische Schauspielerin.

## Leben und Karriere
Thompson begann ihre Schauspielkarriere im frühen Kindesalter. Ihre erste größere Rolle hatte sie in dem Kurzfilm 3 Sleeps. Anschließend war sie 2020 in der Miniserie Der Giftanschlag von Salisbury zu sehen. Im selben Jahr trat sie auch im Kurzfilm His Name Was Gerry auf, für den sie eine Nominierung als Beste Nebendarstellerin beim British Independent Film Festival erhielt.
2021 übernahm Thompson die Hauptrolle der Leah in Martyrs Lane. 2024 spielte sie in der Serie Time Bandits mit.

## Filmografie
Filme
- 2019: 3 Sleeps
- 2020: His Name Was Gerry
- 2021: Martyrs Lane

Fernsehserien
- 2020: Der Giftanschlag von Salisbury
- 2024: Time Bandits